# Yolanda del Río
Yolanda Jaén López (Ixmiquilpan, Hidalgo; 27 de mayo de 1955), más conocida por su nombre artístico Yolanda del Río, es una cantante de música ranchera y actriz mexicana.

## Biografía
Nacida como la hija menor de cuatro, se inspiró a una edad temprana por los famosos cantantes de ranchera de la edad de oro, Lola Beltrán, Lucha Villa o Amalia Mendoza, en la radio. Comenzó el entrenamiento de voz a una edad muy temprana para convertirse en cantante y grabó su primer álbum a la edad de 15 años. Con su característico estilo melancólico, eventualmente se convertiría en una de las cantantes de ranchera más prominentes de los años 70 y 80. Sus canciones «Válgame Dios» y «Una Intrusa» se ubicaron en las listas latinas de Billboard.
Desde la edad de cinco años, "La Llanerita Hidalguense", como se hacía llamar, inició y empezó a acariciar ese sueño de un día ser una artista famosa.
Empezó interviniendo en festivales que organizaba el gobierno del estado, posteriormente intervino en programas de televisión de la Ciudad de México como el de concurso "Estrellas infantiles", en el que obtuvo el primer lugar.[cita requerida]
Mientras participaba en otros programas continuó con sus estudios, pero siempre con la idea de triunfar en la música. A la edad de 14 años, la escuchó Felipe "El Indio" Jiménez, director artístico de la RCA Victor, quien le propuso grabar en dicha compañía.
Inició su carrera con tan buena suerte que su primer disco sencillo, "La hija de nadie", le abrió las puertas al éxito y a tan sólo seis meses de su lanzamiento rebasó el millón de copias, logrando que su tema se escuchara en otros países.[cita requerida]
Eso la llevó a realizar presentaciones en Estados Unidos, así como en algunos países de Centro y Sudamérica, así como en Europa.
Para el año de 1984 se reportaron más de 18 millones de copias vendidas de "La hija de nadie", posteriormente llegaron otros éxitos como "Se me olvido otra vez", "Llorar,llorar,llorar", "Tus maletas en la puerta", "El día que me acaricies llorare", "Ay mamá lo que te dije", "Camas separadas", "La misma gran señora", "Una intrusa" y "Traicionera mala amiga", entre otras.[cita requerida]
También se ha dejado escuchar en otros idiomas. En 1980 viajó a Brasil, donde grabó un disco con sus éxitos en portugués, con excelentes resultados.
El ocupar los primeros lugares de popularidad en el género ranchero le dio la oportunidad de probar suerte en el campo de la actuación. Fue así com filmó con gran éxito "La hija de nadie", apoyada por el éxito de su canción se colocó como la película más taquillera de 1977.[cita requerida]
Como actriz, no realizó muchas películas, pero las pocas que filmó fueron y siguen siendo aceptadas por el público: "El perdón de la hija de nadie", "Caminos de Michoacán", "La jorobada", "La india blanca" y la que fuera un gran reto para ella, interpretando cuatro diferentes personajes, "Lazos de sangre", en total realizó 11 películas interpretando el papel estelar.
A lo largo de su carrera ha recibido varios reconocimientos, entre ellos: cinco Nippers y seis Discos de Oro que RCA Victor le otorgó por sus altas ventas, en 1984 fue nominada al Grammy en Estados Unidos.

## Carrera

### Discografía (parcial)
- Para que aprendas (2014)
- Canción para una esposa triste (2013)
- Raíces rancheras (2003)
- Intrusa (2002)
- Adiós a la tristeza (1990)
- Te voy a esperar (1988)
- Con la banda sinaloense (1984)
- Yolanda del Río (homónimo 1977)
- El día que me acaricies lloraré (1976)
- Se me olvidó otra vez (1975)
- La hija del nadie, Arcano Records/RCA Records (1972), DKL1-3202

### Filmografía
- El gran moyocoyo (1983)
- Lazos de sangre (1983)
- La India blanca (1982) - Zenaida.
- Las pobres ilegales (1982) - Juanita.
- El canto de los humildes (1982)
- Contacto Chicano (1981)
- La Jorobada (1981)
- Tres contra el destino (1980) - Yolanda rivas.
- La Criada Maravilla (1979) - Sirvienta del restaurante (sin créditos).
- Caminos de Michoacán (1979) - Rosíta.
- El perdón de la hija de nadie (1978) - Yolanda Andrade.
- Los hombres no deben llorar (1976) - Yolanda Del Río.
- La hija de nadie (1976) - Yolanda Andrade e Inés Andrade
- El ministro y yo (1975) - Mujer en el embotellamiento (sin créditos).
- Presagio (1974) - (sin créditos).
- Lucio Vazquez (1968) - Mujer en el funeral (sin créditos).
- El caballo bayo (1969) - Mujer en la revolución (sin créditos).